# Saint-Sébastien-de-Raids
Saint-Sébastien-de-Raids è un comune francese di 363 abitanti situato nel dipartimento della Manica nella regione della Normandia.

## Società

### Evoluzione demografica
Abitanti censiti